# W;Wonder tale
W:Wonder tale – dwudziesty drugi singel japońskiej piosenkarki Yukari Tamury, wydany 6 lutego 2013. Utwór tytułowy został użyty jako ending anime Ore no kanojo to osananajimi ga shuraba sugiru, a I.N.G. wykorzystano w rozpoczęciach programu radiowego Tamura Yukari no Itazura Kuro Usagi (jap. 田村ゆかりのいたずら黒うさぎ). Singel osiągnął 5 pozycję w rankingu Oricon i pozostał na liście przez 11 tygodni, sprzedał się w nakładzie 22 967 egzemplarzy.

## Lista utworów
| Nr | Tytuł                                                                       | Słowa         | Kompozycja   | Aranżacja          | Czas |
| -- | --------------------------------------------------------------------------- | ------------- | ------------ | ------------------ | ---- |
| 1. | "W:Wonder tale"                                                             | Aki Hata      | Masatomo Ōta | Masatomo Ōta       | 4:39 |
| 2. | "Katahō dake no Earing" (jap. 片方だけのイヤリング Katahō dake no Iyaringu) | Gorō Matsui   | Masatomo Ōta | Kazuya Komatsu     | 5:20 |
| 3. | "I.N.G."                                                                    | Nachi Odakura | Masatomo Ōta | Masatomo Ōta, EFFY | 3:24 |

## Notowania
| Lista                             | Pozycja |
| --------------------------------- | ------- |
| Oricon Weekly Singles Chart       | 5       |
| Oricon Monthly Singles Chart      | 19      |
| Billboard Japan Hot 100           | 14      |
| Billboard JAPAN Hot Singles Sales | 5       |
| Billboard JAPAN Hot Animation     | 2       |
| Sound Scan                        | 7       |